# Kontyvirágfélék
A kontyvirágfélék (Araceae) a hídőrvirágúak (Alismatales) egyik családja. A hídőrvirágúak közül ez az egyetlen szárazföldi csoport.

## Rendszertani besorolásuk
Régebbi rendszerekben a torzsavirágzatúak (Spadiciflorae) közé helyezték őket, a pálmák és a villáspálmafélék mellé. Virágzatuk valóban torzsavirágzat, de ez nem jelent rokonságot más, ilyen virágzatú növénycsoportokkal, hanem konvergencia eredménye.

## Jellemzőik
A családhoz tartozó fajok közös morfológiai sajátosságai:
- Erőteljes gyöktörzs (rizóma) vagy gyökérgumó alakul ki.
- Nagy részük tőlevélrózsás növény, de ismeretesek cserje, sőt fa alakúak is.
- Szárukban a farész (xilém) nem tartalmaz facsöveket (trachea).
- A levelek a kétszikűekére (Magnoliopsida) emlékeztető hálózatos erezetűek, ami az életkörülmények miatt alakult ki, és konvergens a kétszikűek levélerezetével.
- Az egyszerű torzsvirágzatot általában buroklevél fogja körül, mely védelmet nyújt, és sok esetben rovarcsapda is: a rovarok csak akkor képesek kiszabadulni a buroklevélből, ha a megporzást elvégezték. A virágzat a rovarok csalogatására kellemetlen dögszagot áraszthat, sőt egyes fajok hőtermelésre is képesek.
- A növény hajtásában mindenütt rafidkristály (kalcium-oxalát) található a sejtekben, mely ehetetlenné teszi a zöld részeket.

## Elterjedésük, hazai fajok
A kontyvirágfélék családjának 106 nemzetsége mintegy 4000 fajt foglal magába. Legtöbbjük a mediterrán területeken él, de a trópusi és szubtrópusi területeket kedvelő fajaik is vannak.
A család Magyarországon vadon élő fajai a foltos kontyvirág (Arum maculatum), mely a dunántúli üde erdőkben gyakorinak mondható és a keleti kontyvirág (Arum orientale).

## Képek

A trópusokon élő elefántfül-kontyvirág (Alocasia macrorhiza) levelei hatalmasra nőnek. Nálunk kedvelt dísznövény.
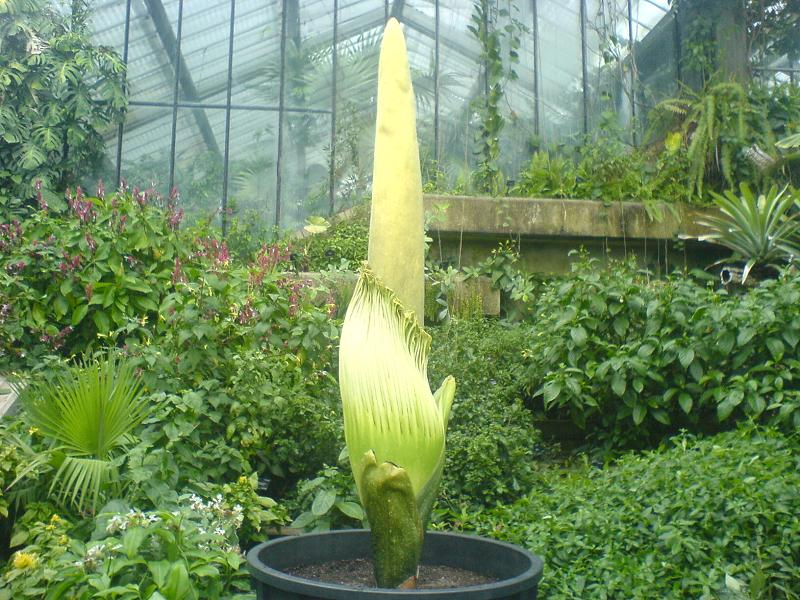
A titánbuzogány (Amorphophallus titanum) a trópusokon él, és hatalmas virágot növeszt.
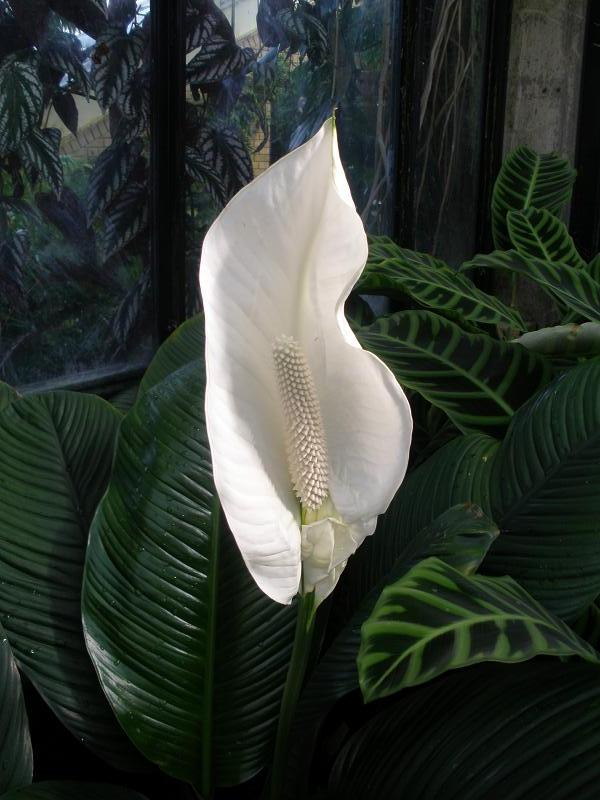
A vitorlavirágok (Spathiphyllum) fajok kedvelt kerti virágok.